# 村井長堅
村井 長竪 （むらい ながかた、元禄10年（1697年） - 宝暦7年1月4日（1757年2月21日）） は、加賀藩年寄。加賀八家村井家第6代当主。
父は加賀藩大年寄前田孝行。養父は加賀藩年寄村井親長。養子に前田八十五郎、村井長穹。幼名は右源太、通称は主膳。初名は孝通。官位は従五位下、豊後守。本姓は平氏（桓武平氏）。家紋は「丸ノ内上羽蝶」。

## 生涯
元禄10年（1697年）、前田孝行の五男として生まれる。宝永7年（1710年）、村井親長の養子となる。正徳元年（1711年）8月7日、養父の死去により家督と知行1万6500石を相続する。年寄として藩主前田吉徳、宗辰、重煕、重靖に仕えた。
寛延元年（1748年）、吉徳の六男八十五郎を養子とする。同年、八十五郎の生母真如院が、前藩主生母の毒殺未遂の容疑で禁固処分となり、寛延2年（1749年）に死去する。長堅は八十五郎との養子縁組を解消、代わって吉徳の七男健次郎（前田重教）を養子とする約束をする。宝暦3年（1753年）、健次郎が藩主重靖の後継者となったため、養子縁組の約束を解消する。宝暦4年（1754年）、実兄前田孝資の三男長穹を養子とする。宝暦5年（1755年）、従五位下、豊後守に叙任。
宝暦7年（1757年）1月4日没。享年61。家督は養子の長穹が相続した。